# Buré (Orne)
Buré – miejscowość i gmina we Francji, w regionie Normandia, w departamencie Orne.
Według danych na rok 1990 gminę zamieszkiwały 94 osoby, a gęstość zaludnienia wynosiła 17 osób/km² (wśród 1815 gmin Dolnej Normandii Buré plasuje się na 792. miejscu pod względem liczby ludności, natomiast pod względem powierzchni na miejscu 839.).